# Index Kewensis
El Index Kewensis (IK) es mantenido por el Real Jardín Botánico de Kew: su propósito es registrar todo nombre botánico formal ICBN de semillas, hasta el ranking de especie y de género. Más tarde, también agregó a las familias y taxones por debajo de sp.: taxones por debajo del rango de especie.
Está en comenzando en 1885, con suplementos regulares de nuevos nombres publicados. Una versión digitalizada del IK ha sido integrada al IPNI, para consulta en línea: sus entradas se reconocen por el acrónimo "(IK)".